# Стати, Василий Николаевич
Василий Николаевич Стати (рум. Vasile Stati, Василе Стати, род. 20 сентября 1939) — молдавский политик и учёный, автор первого молдавско-румынского словаря.

## Биография
Родился в смешанной молдавско-русской семье. В 1961 году окончил Историко-филологический факультет Кишиневского университета, работал в отделе диалектологии Институте языкознания и литературы Академии Наук МССР. В 1972 году получил степень кандидата филологических наук. В 1991 году защитил докторскую диссертацию по теме «Этноязыковые процессы в Молдавской ССР в зарубежном обществоведении (опыт изучения)», написанную им в Институте этнографии АН СССР им. Миклухо-Маклая. В 1994—2000 годах — депутат Парламента Молдовы XIII и XIV созывов.

## Творчество
Занимается историей Молдовы и молдавского языка. Является сторонником молдовенизма — теории о самобытности молдавского языка по отношению к румынскому.
Автор многочисленных публикаций по истории Молдовы. В 2003 году издал первый молдавско-румынского словарь, вызвавший волну критики со стороны румынских и молдавских научных и политических кругов, как противоречащий господствующей в настоящее время парадигме о единстве двух языков.

## Произведения
- 1974 — Ымпрумутурь славе ын граюриле молдовенешть
- 1988 — Limba moldovenească şi răuvoitorii ei
- 1991 — Moldovenii din stînga Nistrului
- 1995 — Moldovenii la răsărit de Nistru
- 1998 — Istoria Moldovei în date
- 2002 — Istoria Moldovei — История Молдовы
- 2002 — Moldovenii la est de Nistru
- 2003 — Dicţionar moldovenesc-românesc
- 2004 — Istoria Republicii Moldova din cele mai vechi timpuri pînă în zilele noastre
- 2004 — Ştefan cel Mare. Voievodul Moldovei. — Штефан Великий, Господарь Молдовы
- 2007 — Moldovenii din Ucraina. Studiu istorico-geografic şi etnodemografic